# Utländsk bakgrund
Utländsk bakgrund är ett begrepp för att definiera en individs förhållande till det land den uppehåller sig i.

## Sverige
Svenska myndigheters definition av personer med utländsk bakgrund är som följer:
- Personer som är utrikes födda
- Personer som är inrikes födda med två utrikes födda föräldrar

Begreppet ändrade innebörd hos svenska myndigheter den 31 december 2003. Innan dess räckte det med att en förälder var född utomlands för att dennes barn ansågs ha utländsk bakgrund.
Statistiken över hur många personer som har utländsk bakgrund fördelat på kön, ålder, civilstånd och kommun finns att tillgå hos Statistiska centralbyrån. Den 31 december 2017 hade 24,1 procent av befolkningen utländsk bakgrund, år 2000 låg denna siffra på 14,5 procent enligt den nuvarande definitionen. Andelen personer med utländsk bakgrund som arbetade inom svenska staten år 2016 var 26,7 procent enligt Arbetsgivarverket, 2006 låg denna siffra på 16,6 procent.
| Årtal | Antal personer med utländsk bakgrund | Totala antalet personer i Sverige | Andel av totala befolkningen |
| ----- | ------------------------------------ | --------------------------------- | ---------------------------- |
| 2000  | 1 288 247                            | 8 882 792                         | 14,5 %                       |
| 2002* | 1 911 986*                           | -                                 | -                            |
| 2002  | 1 358 214                            | 8 940 788                         | 15,2 %                       |
| 2003  | 1 393 248                            | 8 975 670                         | 15,5 %                       |
| 2004  | 1 426 293                            | 9 011 392                         | 15,8 %                       |
| 2005  | 1 463 358                            | 9 047 752                         | 16,2 %                       |
| 2006  | 1 526 177                            | 9 113 257                         | 16,7 %                       |
| 2007  | 1 592 376                            | 9 182 927                         | 17,3 %                       |
| 2008  | 1 661 003                            | 9 256 347                         | 17,9 %                       |
| 2009  | 1 733 913                            | 9 340 682                         | 18,6 %                       |
| 2010  | 1 797 889                            | 9 415 570                         | 19,1 %                       |
| 2011  | 1 857 549                            | 9 482 855                         | 19,6 %                       |
| 2012  | 1 921 992                            | 9 555 893                         | 20,1 %                       |
| 2013  | 2 001 190                            | 9 644 864                         | 20,7 %                       |
| 2014  | 2 092 206                            | 9 747 355                         | 21,5 %                       |
| 2015  | 2 187 020                            | 9 851 017                         | 22,2 %                       |
| 2016  | 2 320 302                            | 9 995 153                         | 23,2 %                       |
| 2017  | 2 439 007                            | 10 120 242                        | 24,1 %                       |
| 2018  | 2 543 420                            | 10 230 185                        | 24,9 %                       |
| 2019  | 2 634 967                            | 10 327 589                        | 25,5 %                       |
| 2020  | 2 686 040                            | 10 379 295                        | 25,9 %                       |
| 2021  | 2 752 572                            | 10 452 326                        | 26,3 %                       |
| 2022  | 2 827 122                            | 10 521 556                        | 26,9 %                       |

*Siffran enligt den gamla, bredare definitionen visas i kursiv, då denna inte är omedelbart jämförbar med övriga siffror.

### Svensk bakgrund
Beteckningen svensk bakgrund används i svensk statistik i motsats till utländsk bakgrund för att beskriva:
- Personer som är inrikes födda med minst en inrikes född förälder

Utrikes födda med minst en inrikes född förälder kan vid behov föras över till personer med svensk bakgrund.  Det ska då tydligt anges att man har avvikit från standardindelningen och även syftet till förändringen ska stå klart.
| Årtal | Antal personer med svensk bakgrund | Totala antalet personer i Sverige | Andel av totala befolkningen |
| ----- | ---------------------------------- | --------------------------------- | ---------------------------- |
| 2000  | 7 594 545                          | 8 882 792                         | 85,5 %                       |
| 2002  | 7 582 574                          | 8 940 788                         | 84,8 %                       |
| 2003  | 7 582 422                          | 8 975 670                         | 84,5 %                       |
| 2004  | 7 585 099                          | 9 011 392                         | 84,2 %                       |
| 2005  | 7 584 394                          | 9 047 752                         | 83,8 %                       |
| 2006  | 7 587 080                          | 9 113 257                         | 83,3 %                       |
| 2007  | 7 590 551                          | 9 182 927                         | 82,7 %                       |
| 2008  | 7 595 344                          | 9 256 347                         | 82,1 %                       |
| 2009  | 7 606 769                          | 9 340 682                         | 81,4 %                       |
| 2010  | 7 617 681                          | 9 415 570                         | 80,9 %                       |
| 2011  | 7 625 306                          | 9 482 855                         | 80,4 %                       |
| 2012  | 7 633 901                          | 9 555 893                         | 79,9 %                       |
| 2013  | 7 643 674                          | 9 644 864                         | 79,3 %                       |
| 2014  | 7 655 149                          | 9 747 355                         | 78,5 %                       |
| 2015  | 7 663 997                          | 9 851 017                         | 77,8 %                       |
| 2016  | 7 674 851                          | 9 995 153                         | 76,8 %                       |
| 2017  | 7 681 235                          | 10 120 242                        | 75,9 %                       |
| 2018  | 7 686 765                          | 10 230 185                        | 75,1 %                       |
| 2019  | 7 692 622                          | 10 327 589                        | 73,9 %                       |
| 2020  | 7 693 255                          | 10 379 295                        | 74,1 %                       |
| 2021  | 7 699 754                          | 10 452 326                        | 73,7 %                       |
| 2022  | 7 694 434                          | 10 521 556                        | 73,1 %                       |

### Inrikes födda med två inrikes födda föräldrar
| Årtal | Antal personer som är inrikes födda med två inrikes födda föräldrar | Totala antalet personer i Sverige | Andel av totala befolkningen |
| ----- | ------------------------------------------------------------------- | --------------------------------- | ---------------------------- |
| 2002  | 7 028 802                                                           | 8 940 788                         | 78,6 %                       |
| 2003  | 7 017 916                                                           | 8 975 670                         | 78,2 %                       |
| 2004  | 7 009 579                                                           | 9 011 392                         | 77,8 %                       |
| 2005  | 6 997 684                                                           | 9 047 752                         | 77,3 %                       |
| 2006  | 6 988 494                                                           | 9 113 257                         | 76,7 %                       |
| 2007  | 6 979 641                                                           | 9 182 927                         | 76,0 %                       |
| 2008  | 6 971 537                                                           | 9 256 347                         | 75,3 %                       |
| 2009  | 6 968 828                                                           | 9 340 682                         | 74,6 %                       |
| 2010  | 6 965 033                                                           | 9 415 570                         | 74,0 %                       |
| 2011  | 6 958 583                                                           | 9 482 855                         | 73,4 %                       |
| 2012  | 6 952 807                                                           | 9 555 893                         | 72,8 %                       |
| 2013  | 6 947 899                                                           | 9 644 864                         | 72,0 %                       |
| 2014  | 6 944 836                                                           | 9 747 355                         | 71,2 %                       |
| 2015  | 6 939 156                                                           | 9 851 017                         | 70,4 %                       |
| 2016  | 6 935 038                                                           | 9 995 153                         | 69,4 %                       |
| 2017  | 6 927 153                                                           | 10 120 242                        | 68,4 %                       |
| 2018  | 6 918 873                                                           | 10 230 185                        | 67,6 %                       |
| 2019  | 6 912 423                                                           | 10 327 589                        | 66,9 %                       |
| 2020  | 6 900 476                                                           | 10 379 295                        | 66,5 %                       |
| 2021  | 6 894 414                                                           | 10 452 326                        | 66,0 %                       |
| 2022  | 6 878 225                                                           | 10 521 556                        | 65,4 %                       |

### Utrikes födda
Många utrikes födda kom till Sverige särskilt under 2010-talet. Antalet som kom till Europa och Sverige under mitten av 2010-talet ledde till Migrationskrisen i Europa, särskilt 2015 var det många utrikes födda som kom till Sverige och Europa. Detta ledde till att Sverige fick fler utrikes födda mellan åren 2015 till 2016, än vad Sverige hade mellan åren 1970 till 1980.
| Årtal | Antal personer som är utrikes födda | Totala antalet personer i Sverige | Andel av totala befolkningen |
| ----- | ----------------------------------- | --------------------------------- | ---------------------------- |
| 1960  | 299 879                             | 7 497 967                         | 4,0 %                        |
| 1970  | 537 585                             | 8 081 229                         | 6,7 %                        |
| 1980  | 626 953                             | 8 317 937                         | 7,5 %                        |
| 1990  | 790 445                             | 8 590 630                         | 9,2 %                        |
| 2000  | 1 003 798                           | 8 882 792                         | 11,3 %                       |
| 2002  | 1 053 463                           | 8 940 788                         | 11,8 %                       |
| 2003  | 1 078 075                           | 8 975 670                         | 12,0 %                       |
| 2004  | 1 100 262                           | 9 011 392                         | 12,2 %                       |
| 2005  | 1 125 790                           | 9 047 752                         | 12,4 %                       |
| 2006  | 1 175 200                           | 9 113 257                         | 12,9 %                       |
| 2007  | 1 227 770                           | 9 182 927                         | 13,4 %                       |
| 2008  | 1 281 581                           | 9 256 347                         | 13,8 %                       |
| 2009  | 1 337 965                           | 9 340 682                         | 14,3 %                       |
| 2010  | 1 384 929                           | 9 415 570                         | 14,7 %                       |
| 2011  | 1 427 296                           | 9 482 855                         | 15,1 %                       |
| 2012  | 1 473 256                           | 9 555 893                         | 15,4 %                       |
| 2013  | 1 533 493                           | 9 644 864                         | 15,9 %                       |
| 2014  | 1 603 551                           | 9 747 355                         | 16,5 %                       |
| 2015  | 1 676 264                           | 9 851 017                         | 17,0 %                       |
| 2016  | 1 784 497                           | 9 995 153                         | 17,9 %                       |
| 2017  | 1 877 050                           | 10 120 242                        | 18,5 %                       |
| 2018  | 1 955 569                           | 10 230 185                        | 19,1 %                       |
| 2019  | 2 019 733                           | 10 327 589                        | 19,6 %                       |
| 2020  | 2 046 731                           | 10 379 295                        | 19,7 %                       |
| 2021  | 2 090 503                           | 10 452 326                        | 20,0 %                       |
| 2022  | 2 145 674                           | 10 521 556                        | 20,4 %                       |